# Монарх чорнокрилий
Мона́рх чорнокри́лий (Monarcha frater) — вид горобцеподібних птахів родини монархових (Monarchidae). Мешкає в Австралії та на Новій Гвінеї.

## Опис

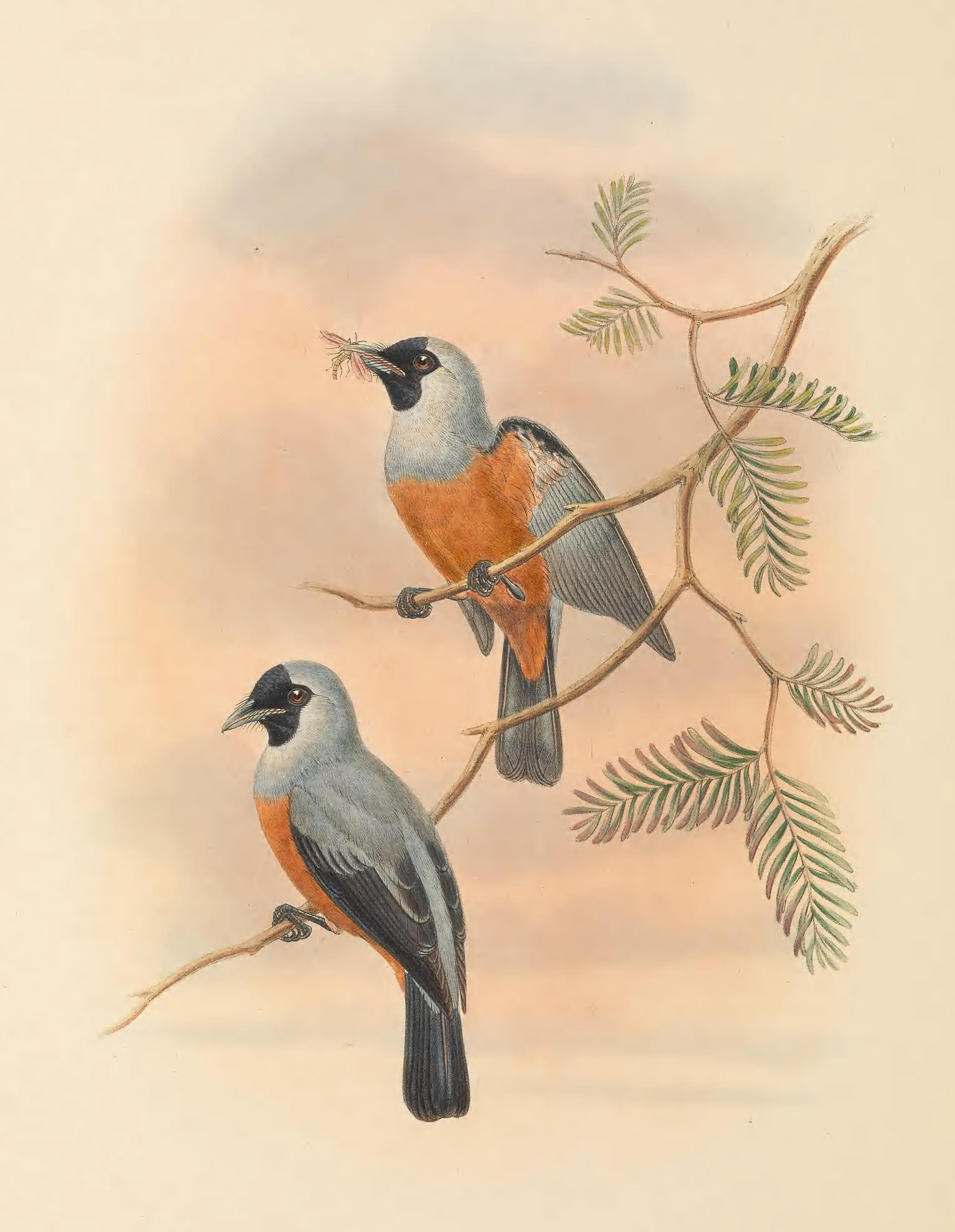
Чорнокрилі монархи (підвид M. f. periophthalmicus)

Довжина птаха становить 18 см, з яких від 6,6 до 7,8 см припадає на хвіст. Довжина дзьоба становить 20,3 мм. Довжина крила становить 71—82 мм, розмах крил становить 21 см. Птах важить 19—27 г. Виду не притаманний статевий диморфізм. Хоча у самиці верхня частина тіла дещо темніша, а нижня — світліша, визначити стать птаха, на перший погляд, важко.
Голова, шия і груди сіруваті, на обличчі чорна «маска». Навколо очей чорні кільця. Верхня частина тіла сірувата, у деяких птахів хвіст поцяткований чорними смужками. Крила темно-коричневі, майже чорні. Груди сіруваті, живіт і боки рудувато-коричневі. Гузка і нижні покривні пера хвоста дещо світліші. Дзьоб світло-сизий з білим кінчиком, очі темно-карі, лапи темно-сизі.
Чорнокрилі монархи схожі на маскових монархів (Monarcha melanopsis), однак крила у чорнокрилих монархів темніші, а верхня частина тіла загалом світліша. Маскові монархи є найближчими родичами чорнокрилих монархів..

## Підвиди
Виділяють чотири підвиди:
- M. f. frater Sclater, PL, 1874 — північний захід Нової Гвінеї;
- M. f. kunupi Hartert, E & Paludan, 1934 — захід Центральної Нової Гвінеї;
- M. f. periophthalmicus Sharpe, 1882 — центр і південний схід Нової Гвінеї;
- M. f. canescens Salvadori, 1876 — острови Торресової протоки, схід півострова Кейп-Йорк.

## Поширення та екологія
Чорнокрилі монархи живуть у тропічних і евкаліптових лісах Нової Гвінеї та Північно-Східної Австралії. Міграційна поведінка цього виду досі малодосліджена. Відомо, що популяція півострова Кейп-Йорк взимку мігрує на північ, однак папуанські популяції є осілими. На Новій Гвінеї птахи живуть переважно на висоті від 550 до 1550 м над рівнем моря.

## Поведінка
Поведінка чорнокрилих монархів є малодослідженою. Вони харчуються безхребетними. Розмножуються з жовтня по січень. У кладці 2—3 яйця.